# The Six Wives of Henry VIII Live at Hampton Court Palace
Albums de Rick Wakeman
Retro 2
(2007) Always with You
(2010)
Pour les articles homonymes, voir The Six Wives of Henry VIII (homonymie).
The Six Wives of Henry VIII Live at Hampton Court Palace est un album live du claviériste anglais Rick Wakeman, sorti le 5 octobre 2009 chez Eagle Records.
Les deux concerts donnés au palais de Hampton Court sont enregistrés et filmés en mai 2009.
Rick Wakeman accompagné de son groupe, de l'Orchestra Europa et de l'English Chamber Choir (en) interprètent l'intégralité de l'album concept de rock instrumental The Six Wives of Henry VIII sous la direction de Guy Protheroe (en) à l'occasion de la célébration du 500e anniversaire de l'accession d'Henri VIII au trône d'Angleterre et d'Irlande.

## Contexte

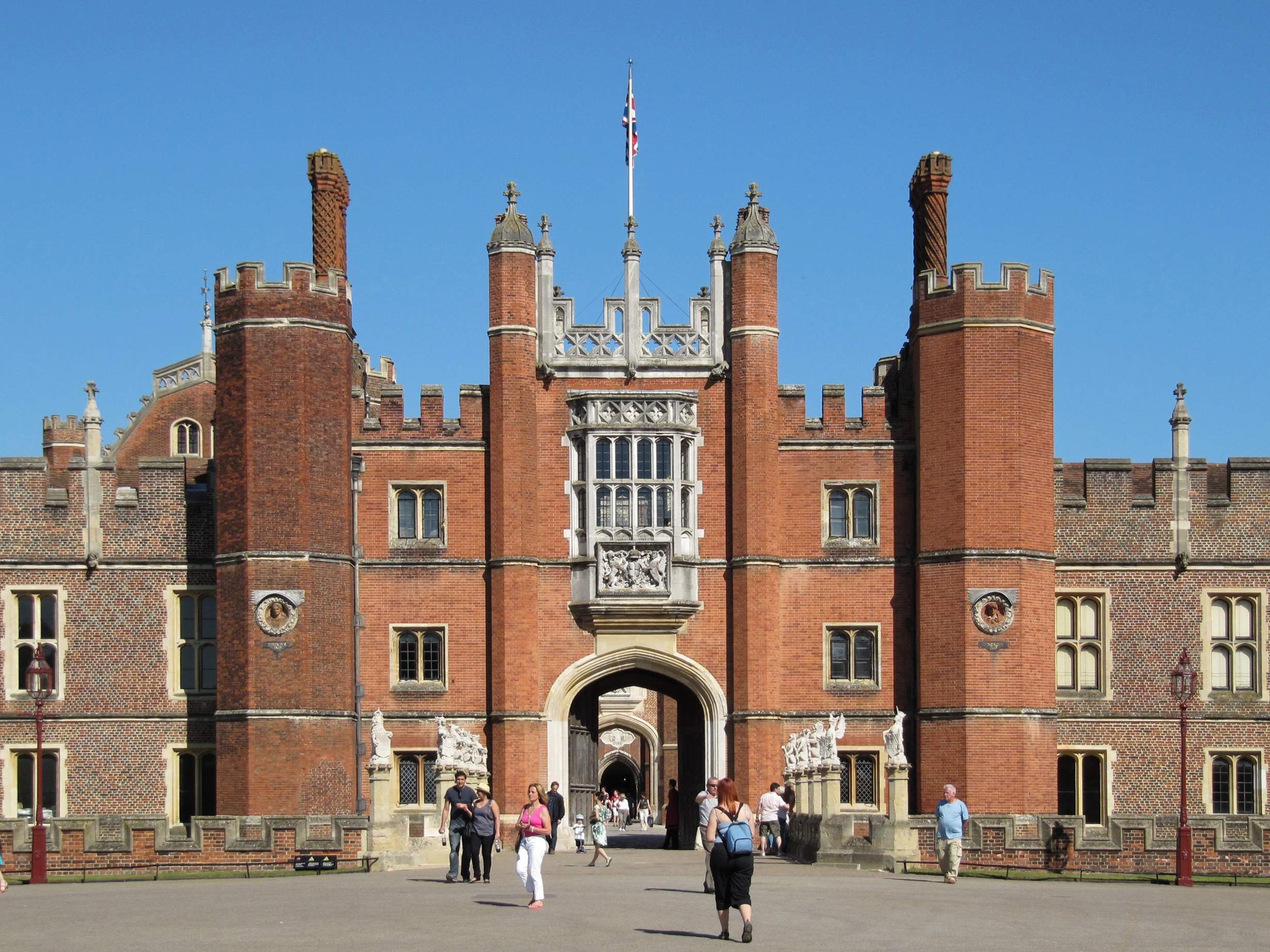
Hampton Court Palace

L'album de Rick Wakeman, The Six Wives of Henry VIII, est sorti en janvier 1973. Il s'agit d'un album de rock progressif instrumental basé sur ses inspirations musicales issues de ses notes de lecture d'un livre sur les femmes d'Henri VIII pendant une tournée américaine avec Yes. Cet album est classé numéro 9 au Royaume-Uni et numéro 30 aux États-Unis, où il a obtenu la certification or en 1975 pour avoir dépassé les 500 000 exemplaires vendus. Au moment de sa sortie, Wakeman a demandé l'autorisation de jouer l'album en direct à Hampton Court, mais cela lui a été refusé. Wakeman se souvient : « J'ai eu l'impression que ce que j'avais demandé équivalait à une trahison. » L'idée a été mise de côté jusqu'à ce qu'il soit invité à mettre en scène les concerts de 2009, dans le cadre des célébrations du 500e anniversaire de l'accession au trône d'Henri VIII.
La version DVD/BR diffère légèrement de celle du CD. La narration de Brian Blessed ne figure pas sur la version CD, ne laissant que la musique. Les titres Henry's Fanfare et Jayne's Prelude ne sont également pas présents sur le CD.

## Liste des pistes
Le morceau Defender of the Faith était destiné à être publié sur l'album original, mais il n'y avait plus assez de place en raison des limites de temps des disques vinyles.
| 1. | Tudorture "1485"           | 7:11  |
| 2. | Catherine of Aragon (2009) | 5:45  |
| 3. | Kathryn Howard (2009)      | 12:09 |
| 4. | Jane Seymour (2009)        | 6:44  |
| 5. | Defender of the Faith      | 10:15 |
| 6. | Katherine Parr (2009)      | 12:02 |
| 7. | Anne of Cleves (2009)      | 8:27  |
| 8. | Anne Boleyn (2009)         | 10:12 |
| 9. | Tudorock                   | 6:50  |

| 1.  | Henry's Fanfare            | 2:01  |
| 2.  | Tudorture "1485"           | 9:25  |
| 3.  | Catherine of Aragon (2009) | 8:35  |
| 4.  | Kathryn Howard (2009)      | 15;07 |
| 5.  | Jane's Prelude             | 1:01  |
| 6.  | Jane Seymour (2009)        | 8:30  |
| 7.  | Defender of the Faith      | 13:06 |
| 8.  | Katherine Parr (2009)      | 15:21 |
| 9.  | Anne of Cleves (2009)      | 11:46 |
| 10. | Anne Boleyn (2009)         | 14:18 |
| 11. | Tudorock                   | 7:22  |
| 12. | Tudorture "1485"           | 1:49  |

## Musiciens
- Rick Wakeman : claviers, keytar
- Dave Colquhoun : guitares
- Pete Rinaldi : guitare acoustique
- Jonathan Noyce : basse
- Adam Wakeman : claviers additionnels, keytar
- Tony Fernandez : batterie
- Ray Cooper : percussions
- Guy Protheroe : chef d'orchestre
- Orchestra Europa
- English Chamber Choir
- Brian Blessed : narrateur

## Production
- Rick Wakeman